# Klauber
I Klauber furono una famiglia di incisori di Augusta (Germania), attivi per circa un secolo, dalla metà del XVIII alla metà del XIX.

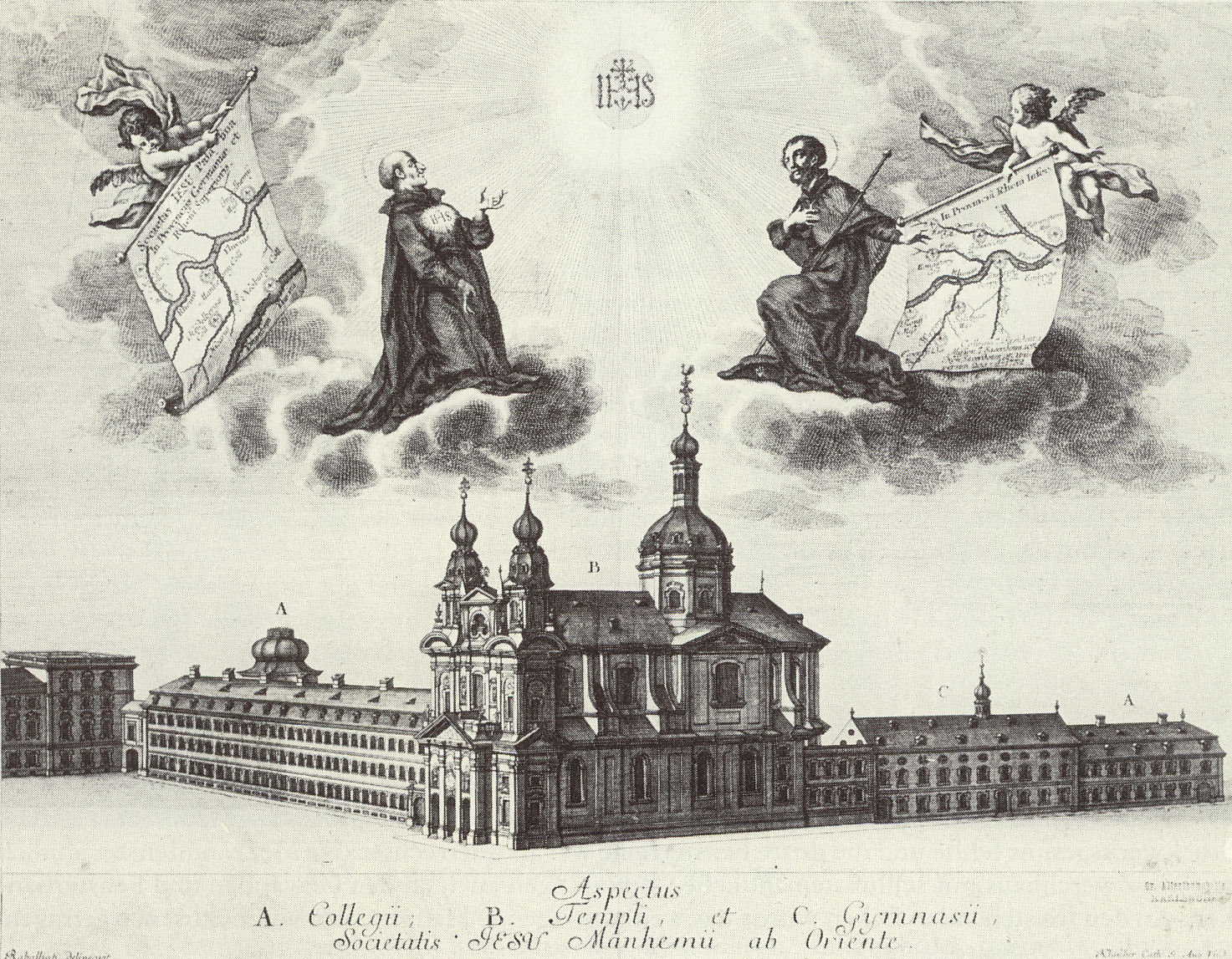
Cartolina dei Klauber

Al padre, Franz Christoph Klauber, succedettero i due figli Joseph (Joseph Sebastian) Klauber  (1710-1768), Johann Baptist Klauber (1712-1787), Franz Xaver Klauber (n. 1741), Ignaz Sebastian Klauber (1753-1817), Katharina Klauber, Joseph Wolfgang Xavier (1740-1813) ed infine Joseph Anton (1779-1837). La loro produzione di incisioni fu vastissima, la famiglia si specializzò in soggetti sacri. Tra le produzioni più note vi sono Le Storie della Bibbia e per quanto riguarda le immaginette religiose di particolare rilievo sono Le Litanie Lauretane. La serie è composta di 56 incisioni, a bulino su carta, caratterizzate da una scena centrale e da diverse scritte, ulteriori rispetto al titolo sulla parte superiore e alla didascalia in basso.
Innumerevoli sono poi le immagini sacre di eccezionale qualità: tra i santini più belli figura quello dedicato al santo boemo San Giovanni Nepomuceno. La raccolta completa delle Storie della Bibbia è ospitata presso il palazzo ducale di Urbania oggetto questa protagoniste di alcune mostre. Una ricca collezione di incisioni dei fratelli Klauber, eterogenea per soggetti e nota per qualità è ospitata presso un collezionista privato a Lodi.